# بخش لتارت (شهرستان میگس، اوهایو)
بخش لتارت (به انگلیسی: Letart Township) یک منطقهٔ مسکونی در ایالات متحده آمریکا است که در شهرستان میگس، اوهایو واقع شده‌است.
 بخش لتارت ۴۵٫۲ کیلومتر مربع مساحت و ۶۴۱ نفر جمعیت دارد و ۲۴۵ متر بالاتر از سطح دریا واقع شده‌است.